# Don't Cry for Me Argentina
Don't Cry for Me Argentina (Engels voor: Huil niet om mij, Argentinië) is een lied waarvan de tekst is geschreven door Tim Rice en de muziek door Andrew Lloyd Webber. Het maakt deel uit van de musical Evita. De originele studioversie werd gezongen door Julie Covington, de musicalversie door Elaine Paige. In de versie van Covington werd het nummer een wereldhit.

## Achtergrond
Het lied wordt gezongen vanuit de belevenis van Eva Perón. Ze vraagt het Argentijnse volk om begrip voor haar populaire status: ze heeft nooit gevraagd om roem en geld, maar ziet wel in dat het voor het Argentijnse volk lijkt alsof ze uitsluitend geeft om roem en rijkdom. Tim Rice probeert door middel van het lied de gevoelens van Eva uit te drukken.
Betrekkelijk veel andere artiesten hebben hun eigen versie uitgebracht, onder wie The Carpenters, Sinéad O'Connor, Joan Baez, The Shadows, Me First and The Gimme Gimmies, Donna Summer, Sarah Brightman, die ook de Spaanstalige versie, No llores por mí, Argentina vertolkt heeft en Milva, die de Italiaanstalige versie Non piangere più Argentina voor haar rekening nam.
Madonna heeft het lied gezongen in de filmuitvoering van de musical Evita uit 1996. Door haar versie prijkte het nummer aan het begin van 1997 wederom aan de top van de hitlijsten. Op de single van Madonna's uitvoering is ook een dansbare versie te vinden.
Het nummer werd ook gezongen in de hitserie Glee door Lea Michele en Chris Colfer.

## Hitnotering van Julie Covington

### Nederlandse Top 40
| Don't Cry For Me Argentina in de Nederlandse Top 40 binnen: 19-02-1977 | Don't Cry For Me Argentina in de Nederlandse Top 40 binnen: 19-02-1977 | Don't Cry For Me Argentina in de Nederlandse Top 40 binnen: 19-02-1977 | Don't Cry For Me Argentina in de Nederlandse Top 40 binnen: 19-02-1977 | Don't Cry For Me Argentina in de Nederlandse Top 40 binnen: 19-02-1977 | Don't Cry For Me Argentina in de Nederlandse Top 40 binnen: 19-02-1977 | Don't Cry For Me Argentina in de Nederlandse Top 40 binnen: 19-02-1977 | Don't Cry For Me Argentina in de Nederlandse Top 40 binnen: 19-02-1977 | Don't Cry For Me Argentina in de Nederlandse Top 40 binnen: 19-02-1977 | Don't Cry For Me Argentina in de Nederlandse Top 40 binnen: 19-02-1977 | Don't Cry For Me Argentina in de Nederlandse Top 40 binnen: 19-02-1977 |
| Week                                                                   | 1                                                                      | 2                                                                      | 3                                                                      | 4                                                                      | 5                                                                      | 6                                                                      | 7                                                                      | 8                                                                      | 9                                                                      |                                                                        |
| ---------------------------------------------------------------------- | ---------------------------------------------------------------------- | ---------------------------------------------------------------------- | ---------------------------------------------------------------------- | ---------------------------------------------------------------------- | ---------------------------------------------------------------------- | ---------------------------------------------------------------------- | ---------------------------------------------------------------------- | ---------------------------------------------------------------------- | ---------------------------------------------------------------------- | ---------------------------------------------------------------------- |
| Nummer                                                                 | 8                                                                      | 1                                                                      | 1                                                                      | 1                                                                      | 1                                                                      | 4                                                                      | 17                                                                     | 24                                                                     | 35                                                                     | uit                                                                    |

### Nationale Hitparade
| Don't Cry For Me Argentina in de Nationale Hitparade binnen: 12-02-1977 | Don't Cry For Me Argentina in de Nationale Hitparade binnen: 12-02-1977 | Don't Cry For Me Argentina in de Nationale Hitparade binnen: 12-02-1977 | Don't Cry For Me Argentina in de Nationale Hitparade binnen: 12-02-1977 | Don't Cry For Me Argentina in de Nationale Hitparade binnen: 12-02-1977 | Don't Cry For Me Argentina in de Nationale Hitparade binnen: 12-02-1977 | Don't Cry For Me Argentina in de Nationale Hitparade binnen: 12-02-1977 | Don't Cry For Me Argentina in de Nationale Hitparade binnen: 12-02-1977 | Don't Cry For Me Argentina in de Nationale Hitparade binnen: 12-02-1977 | Don't Cry For Me Argentina in de Nationale Hitparade binnen: 12-02-1977 | Don't Cry For Me Argentina in de Nationale Hitparade binnen: 12-02-1977 |
| Week                                                                    | 1                                                                       | 2                                                                       | 3                                                                       | 4                                                                       | 5                                                                       | 6                                                                       | 7                                                                       | 8                                                                       | 9                                                                       |                                                                         |
| ----------------------------------------------------------------------- | ----------------------------------------------------------------------- | ----------------------------------------------------------------------- | ----------------------------------------------------------------------- | ----------------------------------------------------------------------- | ----------------------------------------------------------------------- | ----------------------------------------------------------------------- | ----------------------------------------------------------------------- | ----------------------------------------------------------------------- | ----------------------------------------------------------------------- | ----------------------------------------------------------------------- |
| Nummer                                                                  | 27                                                                      | 7                                                                       | 1                                                                       | 1                                                                       | 1                                                                       | 1                                                                       | 3                                                                       | 8                                                                       | 22                                                                      | uit                                                                     |

### NPO Radio 2 Top 2000
| Nummer met noteringen in de NPO Radio 2 Top 2000 | '99 | '00 | '01  | '02  | '03  | '04  | '05 | '06  | '07  | '08  | '09  | '10  | '11  | '12  | '13  | '14  |
| ------------------------------------------------ | --- | --- | ---- | ---- | ---- | ---- | --- | ---- | ---- | ---- | ---- | ---- | ---- | ---- | ---- | ---- |
| Don't Cry for Me Argentina                       | 360 | 362 | 1140 | 1056 | 1323 | 1166 | 731 | 1094 | 1214 | 1040 | 1744 | 1733 | 1915 | 1747 | 1659 | 1945 |

1. ↑  Een vetgedrukt getal geeft de hoogste notering aan.
2. ↑  Deze tabel is bijgewerkt tot en met de laatste editie (2024).

## Hitnotering van Madonna

### Nederlandse Top 40
| Don't Cry For Me Argentina in de Nederlandse Top 40 binnen: 18-01-1997 | Don't Cry For Me Argentina in de Nederlandse Top 40 binnen: 18-01-1997 | Don't Cry For Me Argentina in de Nederlandse Top 40 binnen: 18-01-1997 | Don't Cry For Me Argentina in de Nederlandse Top 40 binnen: 18-01-1997 | Don't Cry For Me Argentina in de Nederlandse Top 40 binnen: 18-01-1997 | Don't Cry For Me Argentina in de Nederlandse Top 40 binnen: 18-01-1997 | Don't Cry For Me Argentina in de Nederlandse Top 40 binnen: 18-01-1997 | Don't Cry For Me Argentina in de Nederlandse Top 40 binnen: 18-01-1997 | Don't Cry For Me Argentina in de Nederlandse Top 40 binnen: 18-01-1997 | Don't Cry For Me Argentina in de Nederlandse Top 40 binnen: 18-01-1997 | Don't Cry For Me Argentina in de Nederlandse Top 40 binnen: 18-01-1997 | Don't Cry For Me Argentina in de Nederlandse Top 40 binnen: 18-01-1997 |
| Week                                                                   | 1                                                                      | 2                                                                      | 3                                                                      | 4                                                                      | 5                                                                      | 6                                                                      | 7                                                                      | 8                                                                      | 9                                                                      | 10                                                                     |                                                                        |
| ---------------------------------------------------------------------- | ---------------------------------------------------------------------- | ---------------------------------------------------------------------- | ---------------------------------------------------------------------- | ---------------------------------------------------------------------- | ---------------------------------------------------------------------- | ---------------------------------------------------------------------- | ---------------------------------------------------------------------- | ---------------------------------------------------------------------- | ---------------------------------------------------------------------- | ---------------------------------------------------------------------- | ---------------------------------------------------------------------- |
| Nummer                                                                 | 6                                                                      | 3                                                                      | 3                                                                      | 8                                                                      | 8                                                                      | 18                                                                     | 18                                                                     | 18                                                                     | 32                                                                     | 35                                                                     | uit                                                                    |

### Mega Top 100
| Don't Cry For Me Argentina in de Mega Top 100 binnen: 04-01-1997 | Don't Cry For Me Argentina in de Mega Top 100 binnen: 04-01-1997 | Don't Cry For Me Argentina in de Mega Top 100 binnen: 04-01-1997 | Don't Cry For Me Argentina in de Mega Top 100 binnen: 04-01-1997 | Don't Cry For Me Argentina in de Mega Top 100 binnen: 04-01-1997 | Don't Cry For Me Argentina in de Mega Top 100 binnen: 04-01-1997 | Don't Cry For Me Argentina in de Mega Top 100 binnen: 04-01-1997 | Don't Cry For Me Argentina in de Mega Top 100 binnen: 04-01-1997 | Don't Cry For Me Argentina in de Mega Top 100 binnen: 04-01-1997 | Don't Cry For Me Argentina in de Mega Top 100 binnen: 04-01-1997 | Don't Cry For Me Argentina in de Mega Top 100 binnen: 04-01-1997 | Don't Cry For Me Argentina in de Mega Top 100 binnen: 04-01-1997 | Don't Cry For Me Argentina in de Mega Top 100 binnen: 04-01-1997 | Don't Cry For Me Argentina in de Mega Top 100 binnen: 04-01-1997 | Don't Cry For Me Argentina in de Mega Top 100 binnen: 04-01-1997 | Don't Cry For Me Argentina in de Mega Top 100 binnen: 04-01-1997 | Don't Cry For Me Argentina in de Mega Top 100 binnen: 04-01-1997 | Don't Cry For Me Argentina in de Mega Top 100 binnen: 04-01-1997 | Don't Cry For Me Argentina in de Mega Top 100 binnen: 04-01-1997 |
| Week                                                             | 1                                                                | 2                                                                | 3                                                                | 4                                                                | 5                                                                | 6                                                                | 7                                                                | 8                                                                | 9                                                                | 10                                                               | 11                                                               | 12                                                               | 13                                                               | 14                                                               | 15                                                               | 16                                                               | 17                                                               |                                                                  |
| ---------------------------------------------------------------- | ---------------------------------------------------------------- | ---------------------------------------------------------------- | ---------------------------------------------------------------- | ---------------------------------------------------------------- | ---------------------------------------------------------------- | ---------------------------------------------------------------- | ---------------------------------------------------------------- | ---------------------------------------------------------------- | ---------------------------------------------------------------- | ---------------------------------------------------------------- | ---------------------------------------------------------------- | ---------------------------------------------------------------- | ---------------------------------------------------------------- | ---------------------------------------------------------------- | ---------------------------------------------------------------- | ---------------------------------------------------------------- | ---------------------------------------------------------------- | ---------------------------------------------------------------- |
| Nummer                                                           | 54                                                               | 32                                                               | 10                                                               | 4                                                                | 5                                                                | 5                                                                | 7                                                                | 12                                                               | 13                                                               | 13                                                               | 18                                                               | 25                                                               | 36                                                               | 42                                                               | 44                                                               | 58                                                               | 80                                                               | uit                                                              |

- Bibliothèque nationale de France: cb13987124r (data)
- Gemeinsame Normdatei: 30060369X
- Library of Congress Control Number: no98078016
- MusicBrainz work: ba2ca489-d6c1-3c37-b35b-fb5915c21e8c
- Virtual International Authority File: 184104526